# Église du Divin Sauveur de Schaerbeek
 (août 2025).
Pour les articles homonymes, voir Église du Divin Sauveur.
L'église du Divin Sauveur (en néerlandais : Goddelijke Zaligmakerkerk) est un édifice religieux catholique sis avenue de Roodebeek dans la commune bruxelloise de Schaerbeek. Construite dans les années 1935 et agrandie en 1963, elle est dédiée au divin Sauveur (Jésus-Christ).

## Historique
La partie avant de l'église actuelle, la nef, a été construite de 1935 à 1937 sur la base des plans dressés par l'architecte Léonard Homez.
Cette petite église de style moderne légèrement Art déco a été subsidiée en grande partie par madame Pauline Waucquez.
Un clocher devait être ajouté à l’église mais la guerre en décida autrement.
En 1963, à la suite de l'augmentation de la population, l'église a été agrandie d'après les plans du jeune architecte et paroissien Jean Dehasse.
Il y ajouta un transept et une chapelle dans le prolongement de la première église, ce qui donne l'illusion d'une seule et même grande église.
La chapelle donne sur la rue Aimé Smekens.

## Patrimoine
Parmi les ouvrages remarquables se trouvant dans l'église et la chapelle, il est à noter :
- Un Christ en croix, en cuivre repoussé, de Jef Lambeaux
- L'arbre de vie, un vitrail réalisé par Pierre Majerus[1]
- les vitraux du sanctuaire et de la chapelle dessinés par Maurits Nevens et réalisés par Herman Mortier
- le Chemin de croix d'Isidore Van Mens
- Une Crucifixion à grand spectacle, un tableau du XVIIe siècle

Dans l'église, se trouve un orgue néoclassique dû aux facteurs André Rousseau et Émil Verschueren, tandis que dans la chapelle se trouve un orgue classique dû également à Émil Verschueren.

## Vie paroissiale
La paroisse du Divin Sauveur fait partie de l'unité pastorale Divin Sauveur - Saint Henri qui fait elle-même partie du doyenné de Bruxelles Nord-Est.
La paroisse est délimitée par le boulevard Reyers, la rue Colonel Bourg, le quartier des Constellations, l'avenue Heydenberg, l'avenue des Cerisiers et l'avenue Général Lartigue.
L'école voisine de l'église s'appelle École libre du Divin Sauveur et une troupe de guides catholiques locale s'appelle la 1e unité GCB Église du Divin Sauveur.
Le Divin Sauveur est un des titres donnés à Jésus-Christ.

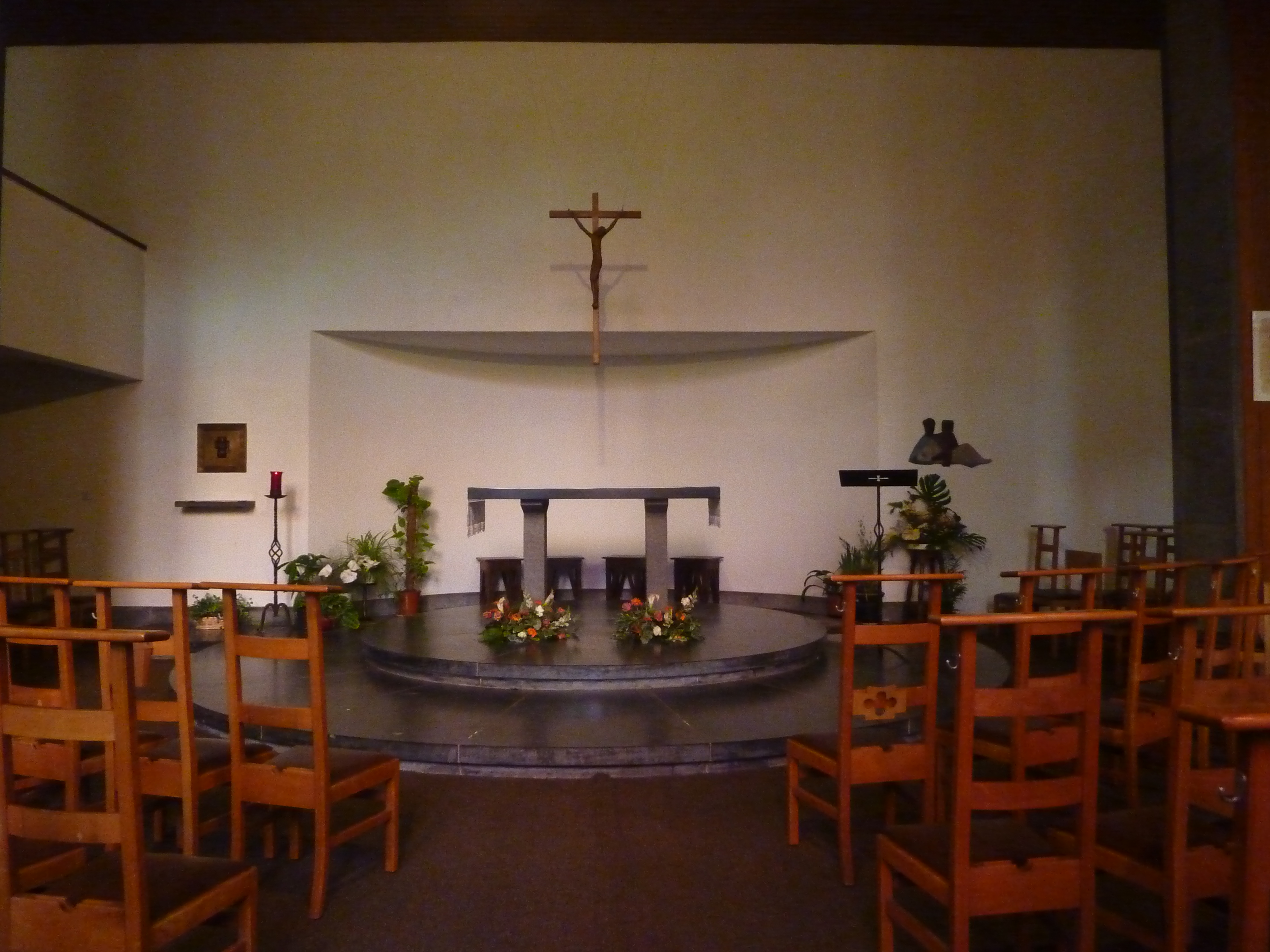
La chapelle
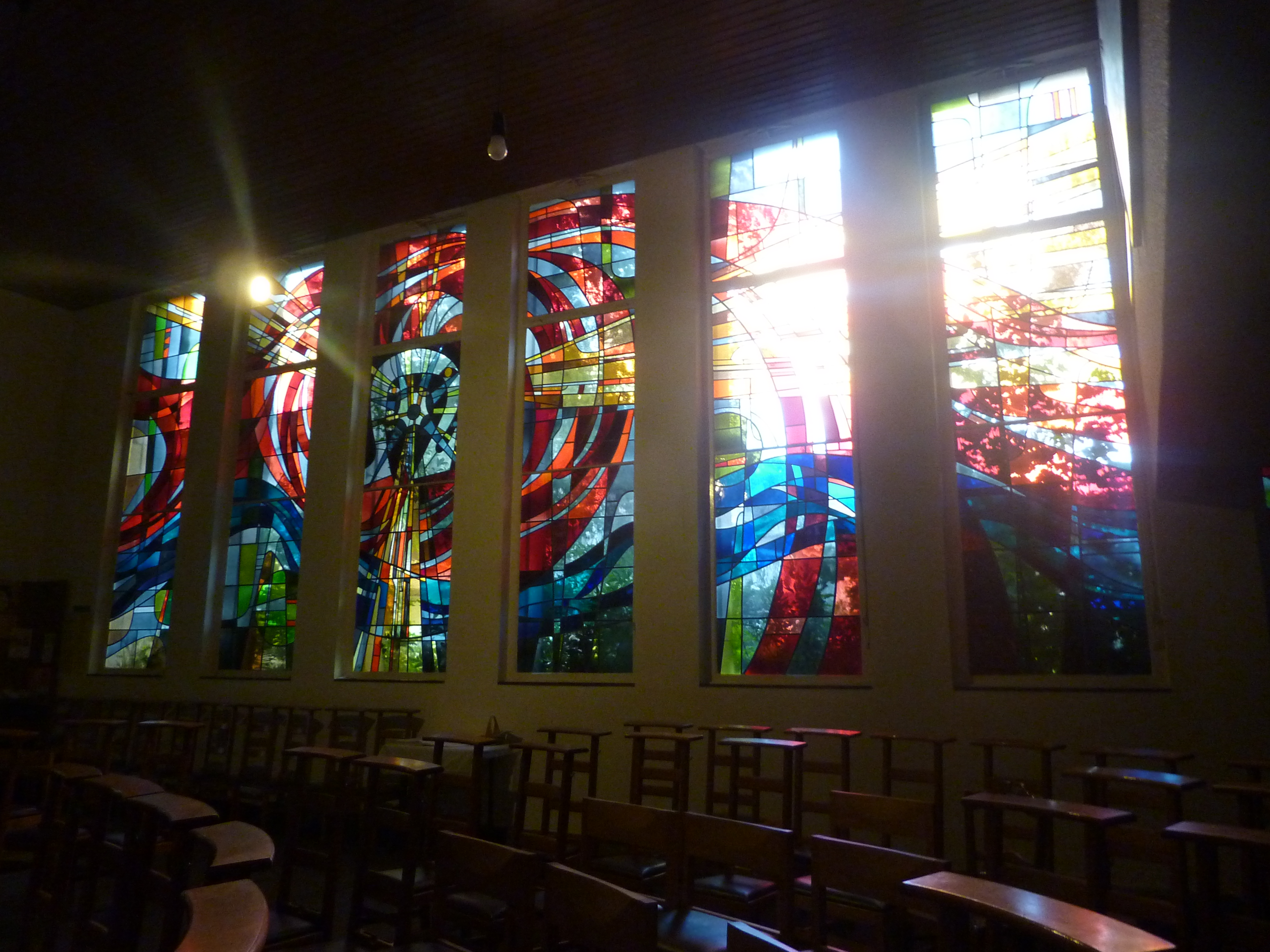
Les vitraux de la chapelle
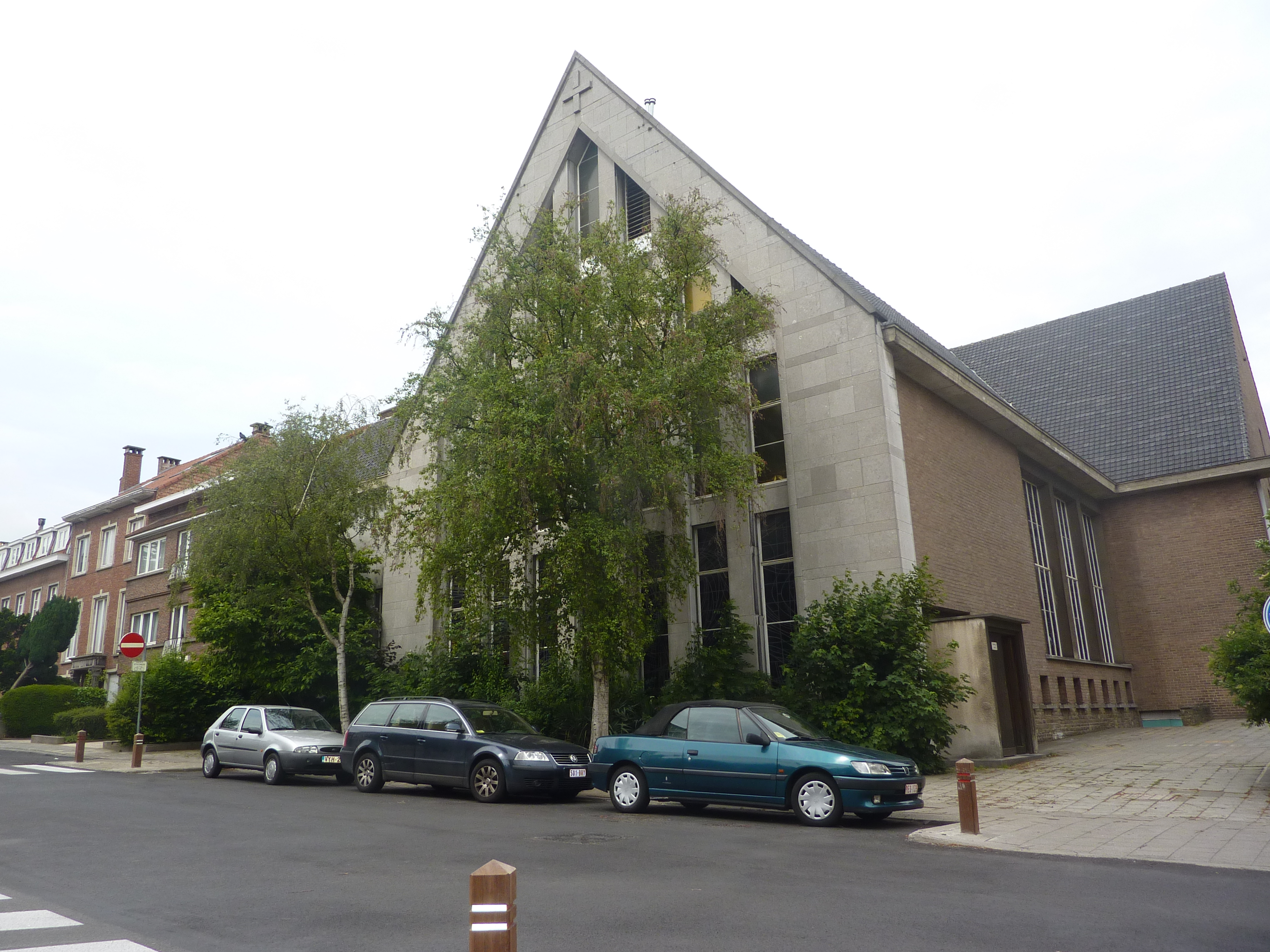
Façace arrière de l'église (chapelle)